# Гинсвайлер
Гинсвайлер (нем. Ginsweiler) — община в Германии, в земле Рейнланд-Пфальц. 
Входит в состав района Кузель. Подчиняется управлению Лаутереккен.  Население составляет 317 человек (на 31 декабря 2010 года). Занимает площадь 3,99 км².